# Richard Allan (Pornodarsteller)
Richard Allan (eigentlich Richard Lemieuvre; * 12. August 1942 in Marseille) ist ein französischer Schauspieler und ehemaliger Pornodarsteller. Er gehört zu den wichtigsten männlichen Schauspielern des „Goldenen Zeitalters“ der französischen Pornografie.

## Leben und Karriere
Richard Allan begann seine Karriere 1973 mit Anfang 30 in einem Fotoroman mit seiner damaligen Frau Liliane. Nachdem 1974 in Frankreich die Zensur für pornografische Filme aufgehoben wurde, avancierte er rasch zu einem der gefragtesten männlichen Darsteller des Landes und stand oft mit Brigitte Lahaie, Marilyn Jess oder Elisabeth Bure vor der Kamera. Allan galt zudem als einer der Lieblingsdarsteller von Regisseur Claude Bernard-Aubert, in dessen erstem Pornofilm La Fessée ou les Mémoires de monsieur Léon maître-fesseur Allan 1975 agierte. Auch in Filmen von Gérard Kikoïne gehörte Allan zur Stammbesetzung. Allan drehte bis 1984 über 400 Filme und wirkte somit auch in den meisten Klassikern der sogenannten „Goldenen Ära“ mit. Seine zahlreichen Aktivitäten brachten ihm den Spitznamen Queue de béton (Betonschwanz) ein, nach einem gleichnamigen Film von Michel Caputo, in dem er 1979 die Hauptrolle spielte. Allans Markenzeichen waren sein Vollbart sowie goldene Hals- und Armketten.
Richard Allan zog sich 1990 aus der Branche zurück, erklärte sich aber 1999 bereit, den Film Les Tontons tringleurs zu drehen, in dem er zusammen mit seinen ehemaligen Kollegen Alban Ceray, Dominique Aveline und Jean-Pierre Armand auftrat. 2007 produzierte der Regisseur und Drehbuchautor Nicolas Castro eine Montage von rund 40 Ausschnitten aus Pornofilmen mit dem Titel Brigitte und ich, die eine Liebesgeschichte zwischen Brigitte Lahaie und Richard Allan zeigt, die Zeit der klassischen Pornografie, sowie die sexuelle Befreiung der Frau in den 1970er und 1980er Jahren behandelt.
Nach seinem Ausstieg aus dem Pornogeschäft wurde er handwerklicher Schokoladenhersteller und eröffnete 2001 mit seiner Frau ein Schokoladengeschäft in Le Neubourg. Neben traditionellen Süßigkeiten bietet er in seinem Geschäft eine Reihe von „erotischen Pralinen“ an. Allan ist begeisterter Taucher und engagiert sich für den Tierschutz. Mit seiner Tochter Alexa gründete er 2012 den Verein „Sharks in peril“, dessen Ziel es ist, bedrohte Haiarten zu schützen.
2010 wurde Richard Allans Biografie unter dem Titel 8000 femmes (8000 Frauen) veröffentlicht. 2018 veröffentlichte Richard Allan sein Buch als Autor in wenigen Exemplaren erneut.

## Filmografie (Auswahl)
- 1975: Les goulues
- 1975: Théâtres érotiques de Paris
- 1976: Apothéose porno
- 1976: Candice Candy
- 1976: Couple débutant cherche couple initié
- 1976: Excès
- 1976: French érection
- 1976: Furies sexuelles
- 1976: Hippopotamours
- 1976: La Fessée ou les Mémoires de monsieur Léon maître-fesseur
- 1976: Les nuits chaudes de Justine
- 1976: L'essayeuse
- 1976: Luxure
- 1976: Mes nuits avec... Alice, Pénélope, Arnold, Maud et Richard
- 1976: P... comme pénétration
- 1976: Porno Party
- 1976: Schulmädchen Porno
- 1976: Soupirs profonds
- 1976: Vicieuse Amandine
- 1977: Helga, la louve de Stilberg d'Alain Payet
- 1977: Arrête, tu me déchires
- 1977: Candides salopes
- 1977: Cécilie Pompette
- 1977: C'est la fête à mon cul
- 1977: Cocktail porno
- 1977: Couples complices
- 1977: Couples en chaleur
- 1977: Croisière érotique pour couples complaisants
- 1977: Des collégiennes très... spéciales
- 1977: Exhibitions danoises
- 1977: Faites-moi jouir
- 1977: Hard Penetration
- 1977: Hommes de joie pour femmes en chaleur
- 1977: J'ai très envie
- 1977: Jouir jusqu'au délire
- 1977: La cage aux partouzes
- 1977: La grande débauche
- 1977: La marquise von Porno
- 1977: La nymphomane perverse
- 1977: La pornographie thaïlandaise
- 1977: Les cochonnes
- 1977: Les Plaisirs fous
- 1977: Moi, je fais tout
- 1977: Partouzes suédoises
- 1977: Pénétrations humides
- 1977: Perversions pornographiques
- 1977: Sarabande porno
- 1977: Tout est permis
- 1977: Vicieuses et insatisfaites
- 1978: Blondes humides
- 1978: Bouches expertes
- 1978: Caresses infernales
- 1978: Chaude et perverse Emilia
- 1978: Cuisses en délire
- 1978: Étreintes
- 1978: Furia sexuelle
- 1978: J'ai pas de culotte
- 1978: Je cris... je jouis
- 1978: Je veux tout
- 1978: Jeunes filles pour partouzes
- 1978: Jouissances garanties
- 1978: La clinique des fantasmes
- 1978: La fièvre dans la peau
- 1978: La grande enfilade
- 1978: La grande sauterie
- 1978: La Rabatteuse
- 1978: L'Amour c'est son métier
- 1978: Le feu à la minette
- 1978: Le feu au sexe
- 1978: Le sexe qui jouit
- 1978: Le sexe qui parle 2
- 1978: L'école des petites baiseuses
- 1978: Les aventures des queues nickelées
- 1978: Les grandes jouisseuses
- 1978: Les grandes salopes
- 1978: Les Maîtresses
- 1978: Les partouzes de Madame Paule
- 1978: Les petites salopes
- 1978: Les petites vicieuses
- 1978: Les putes infernales
- 1978: Lèvres gloutonnes
- 1978: L'Hôtel des Fantasmes
- 1978: Ma femme est une partouzeuse
- 1978: Nathalie dans l'enfer nazi d'Alain Payet
- 1978: Obsessions porno
- 1978: Ondées brûlantes
- 1978: Partouzes perverses
- 1978: Perversions très intimes
- 1978: Rentre c'est bon
- 1978: Salopes et vicieuses
- 1978: Sophie aime les sucettes
- 1978: Suce-moi, salope
- 1978: Tout pour jouir
- 1978: Triple P...
- 1978: Veuves en chaleur
- 1978: Zob, zob, zob
- 1979: Auto-stoppeuses en chaleur
- 1979: Cette malicieuse Martine
- 1979: Chloé, l'obsédée sexuelle
- 1979: Confidences d'une jeune mariée
- 1979: Enquêtes
- 1979: Fais-m'en plus
- 1979: Gamines à tout faire
- 1979: Gamines en chaleur
- 1979: Gestes interdits
- 1979: Hôtesses en chaleur
- 1979: Il était une fois une salope
- 1979: Je suis une petite cochonne
- 1979: Jeux d'adultes pour gamines perverses
- 1979: Jouissances profondes
- 1979: La Grande lèche (les Esclaves sexuelles)
- 1979: La Guerre des polices de Robin Davis
- 1979: La Nymphomane lubrique
- 1979: Le Rodéo du sexe
- 1979: Les Enfonceuses expertes
- 1979: Les Lécheuses
- 1979: Les Pipeuses
- 1979: Les Suceuses
- 1979: Nadia la jouisseuse
- 1979: Orgies adolescentes
- 1979: Parties chaudes
- 1979: Pénétrez-moi par le petit trou
- 1979: Perversions très cochonnes
- 1979: Petites filles très précoces
- 1979: Queue de béton
- 1979: Sodomisations
- 1979: Soumission
- 1979: Symphonie partouzarde
- 1979: Une hôtesse très spéciale
- 1980: Accouplements pour voyeurs
- 1980: Animatrice pour couples déficients
- 1980: Cécilia et les autres femmes au bordel
- 1980: Femmes brûlantes
- 1980: Hardcore Super Girls
- 1980: J'aime tout
- 1980: La bouche de Sophie
- 1980: La pension des fesses nues
- 1980: La petite Caroline aime les grandes sucettes
- 1980: Le Droit de cuissage
- 1980: Les Belles Étrangères
- 1980: Les Enfilées
- 1980: Les jeunes sauvages
- 1980: Les mauvaises rencontres
- 1980: Les nymphomanes
- 1980: Les Phallocrates
- 1980: Lucrèce, adolescente curieuse
- 1980: Petites filles pour grands vicieux
- 1980: Secrétariat privé
- 1980: Tendres souvenirs (d'une bouche gourmande)
- 1980: Veronica, adolescente aux goûts pervers
- 1980: Veuve et nymphomane
- 1981: À nous les petites salopes
- 1981: Deux gamines
- 1981: Embrochez-moi par les deux trous
- 1981: Extases très particulières
- 1981: Garçonnières très spéciales
- 1981: Je fais où on me dit
- 1981: Jeunes filles en chaleur à sodomiser
- 1981: La décharge Victor... rieuse
- 1981: La Femme objet
- 1981: La Fille à tout faire
- 1981: La grande jouissance de Pamela
- 1981: La petite étrangère
- 1981: L'aubergine est bien farcie
- 1981: Le sexe à travers le monde
- 1981: L'École de l'amour
- 1981: Les Bas de soie noire
- 1981: Les petites dévergondées
- 1981: Parfums de lingeries intimes
- 1981: Parties très spéciales
- 1981: Pensionnat de jeunes filles
- 1981: Rien ne vaut la première fois
- 1981: Un membre de fer
- 1982: Confidences
- 1982: Les Femmes mariées (Dames de compagnie)
- 1982: Hot Action
- 1982: La prof ou les plaisirs défendus
- 1982: Les clientes
- 1982: Les minettes brûlantes
- 1982: Ma mère me prostitue
- 1982: Partouzes en haute mer
- 1982: Patricia, Valérie, Anna et les autres
- 1982: Retourne-moi, c'est meilleur
- 1982: Rêves de jeunes filles volages
- 1982: Suçomanie
- 1983: Chambres d'amis très particulières
- 1983: Diamond Baby
- 1983: French Satisfaction
- 1983: Happening
- 1983: International gigolo
- 1983: L'Initiation d'une femme mariée
- 1984: Du foutre plein le cul
- 1984: Fantasmes de femmes
- 1984: Le port aux putes
- 1985: Les stoppeuses ne portent pas de culottes
- 1986: Baise les filles et sodomise-moi
- 1986: L'Exécutrice
- 1989: Belle d'amour
- 1999: Les Tontons tringleurs